# Гоманн, Иоганн Баптист
Иоганн Баптист Гоманн (нем. Johann Baptist Homann; 20 марта 1664, Оберкамлах, Бавария, Священная Римская империя — 1 июля 1724, Свободный имперский город Нюрнберг, Священная Римская империя) — немецкий гравёр и картограф, основатель картографического издательства в Нюрнберге, ведущего издателя карт в Германии в XVIII веке.

## Биография

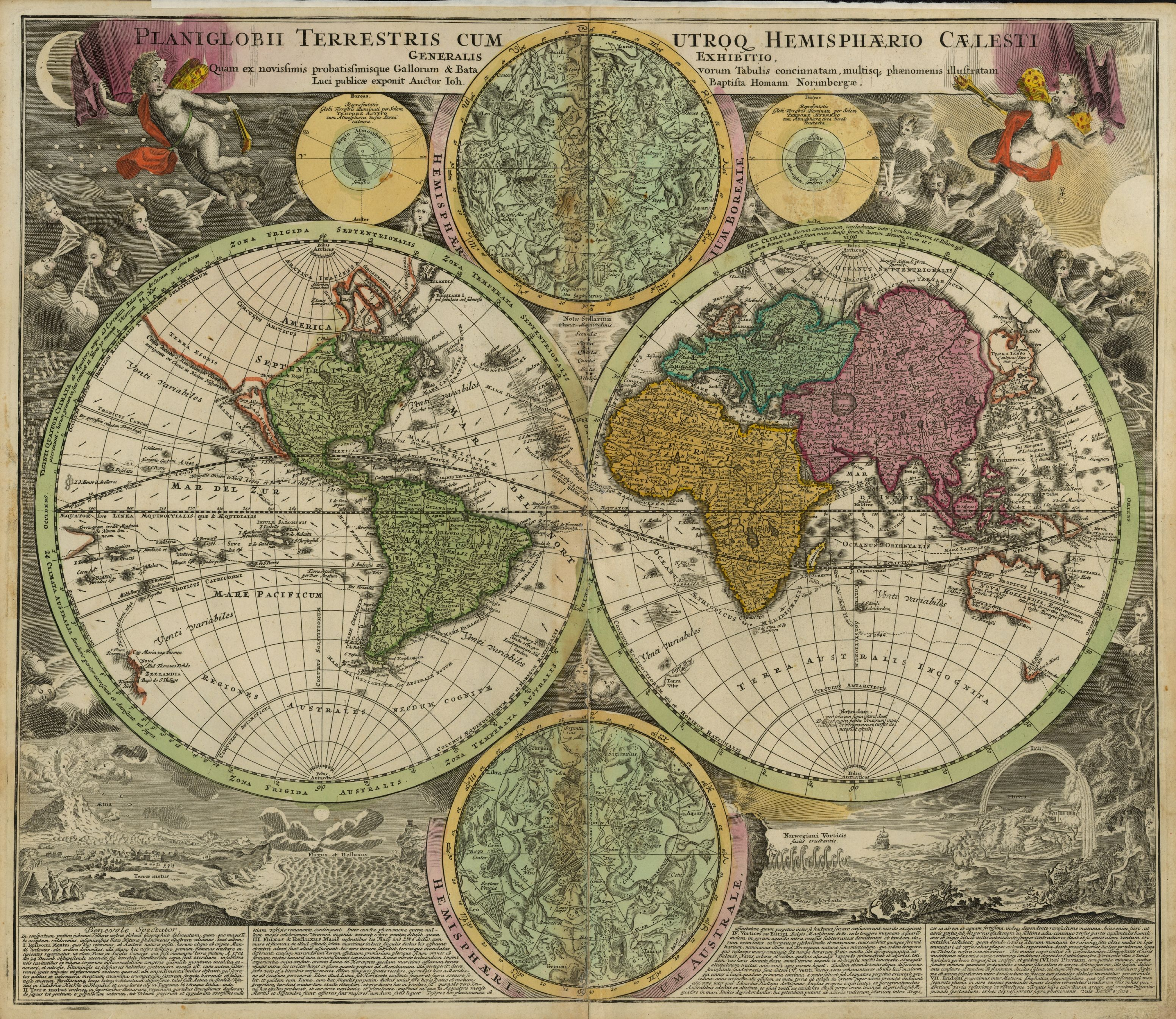
Planiglobii Terrestris Cum Utroq[ue] Hemisphaerio Caelesti Generalis Exhibitio, Нюрнберг 1707

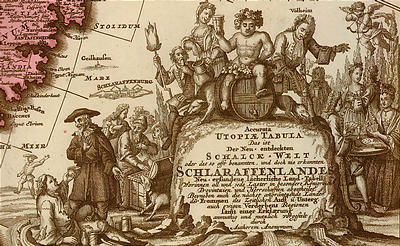
Вымышленная земля Шлараффенланд

Иоганн Баптист Гоманн родился в местечке Оберкамлах (рядом с Камлахом) в Баварии. Почти всю жизнь прожил в Нюрнберге. В 1693—1695 годах учился гравюре на медных пластинах в Вене.
В 1702 году основал картографическое издательство «Ioh. Baptisto Homanno», выпускавшее глобусы и карты. В 1715 году Гоманн был избран членом Прусской академии наук в Берлине и назначен главным географом Священной Римской Империи при дворе императора Карла VI. В 1716 году Гоманн издал свой шедевр «Grosser Atlas über die ganze Welt» (Большой атлас всего мира) со 126-ю страницами.

## Посмертно
После смерти Гоманна его дело продолжил сын Иоганн Кристоф Гоманн (1703−1730), а впоследствии другие наследники, которые до 1848 года продавали карты под торговыми марками «Homännische Erben» («Наследники Гоманна»; лат. «Homannianos Heredes», фр. «Heritiers de Homann»).
Бюст Гоманна был выставлен в Зале славы в Мюнхене. В 1944 году он был разрушен и до сих пор не отреставрирован и не реконструирован.